# Whenuakura
Whenuakura est une communauté agricole située dans le sud de l’Île du Nord de la Nouvelle-Zélande.

## Situation
Elle est localisée sur le trajet de la route State Highway 3/S H 3 (en) à l’est de la ville de Patea, à l’extrémité sud de la région de Taranaki dans l’Île du Nord de la Nouvelle-Zélande.
Les limites entre la région de Taranaki  et la province de  Wellington passent à travers la ville de Whenuakura.
Il y a à cet endroit l'école primaire de «Whenuakura Primary School»  et le «Whenuakura Hall».
Whenuakura est aussi limitée par le  fleuve Patea et le  fleuve Whenuakura.

## Population
La population de la zone statistique de Whenuakura était de 1002 habitants lors du recensement de 2006 en Nouvelle-Zélande, en diminution de 57 résidents par rapport à celui de 2001.
La zone statistique couvre un large secteur vers le nord-est de Patea et pas seulement la localité de Whenuakura.

## Personnalités notables
Le golfeur néo-zélandais Michael Campbell, gagnant de l'US Open de golf 2005, descend de cet iwi. Il a passé sa petite enfance à Whenuakura et a appris à jouer au golf au niveau du Patea Golf Club, situé à 8 km vers l’ouest.

## Marae
Le « Pā de Whenuakura» près du pont sur la rivière Whenuakura est un pā et un marae de l'happū des Kairakau et des Pamatangi.
Les familles, qui vivent au niveau de ce pā, descendent des Nga Rauru (en), Ngati Ruanui (en) ou des Ngāti Hine (en) , ,.
Tous les descendants de «'Rangitawhi » et de l’équipage du waka nommé:Aotea.
Le pā comprend la maison de rencontre nommée «Matangirei».

## Éducation
- L'école de «Whenuakura school» est une école mixte, contribuant au primaire, allant de l'année 1 à 6, avec un  taux de décile de 4 et un effectif de 33 élèves[8]. L'école a célébré le 125 e anniversaire de fonctionnement dans l’éducation dans le district en 2002[9].